# Laurent Gané
Laurent Gané, född den 7 mars 1973 i Nouméa, Nya Kaledonien, är en fransk tävlingscyklist som tog guld i lagsprinten vid olympiska sommarspelen 2000 i Sydney och därefter OS-brons i samma distans 2004 i Aten. 